# Icteranthidium laterale
Icteranthidium laterale är en biart som först beskrevs av Pierre André Latreille 1809.  Icteranthidium laterale ingår i släktet Icteranthidium och familjen buksamlarbin.

## Underarter
Arten delas in i följande underarter:
- I. l. laterale
- I. l. scutellare